# Fournels
Fournels (okcitán nyelven Fornèls) község Franciaország déli részén, Lozère megyében. 2011-ben 375 lakosa volt. A 10 községet összefogó Fournels-i kanton központja. A falu a történelmi Gévaudan és Auvergne tartományok határán, az egykori Apcheri báróság  területén fekszik.

## Fekvése
Fournels az Aubrac-fennsík északi szélén fekszik, 1000 méteres  (a községterület 909-1240 méteres) tengerszint feletti magasságban, a Bédaule és a Barnadel patakok (a Bès mellékvizei) összefolyásánál. A község területének 20%-át (320 hektár) erdő borítja.
Délről és nyugatról Noalhac, nyugatról Saint-Juéry, északnyugatról Anterriueux és Arzenc-d’Apcher, keletről Termes községekkel határos. A D989-es út köti össze Saint-Chély-d’Apcher (15 km) és Chaudes-Aigues (14,5 km) községekkel.
A községhez tartoznak Prunierettes és Varennes szórványtelepülések is.

## Demográfia
| Év   | Lakosság |
| ---- | -------- |
| 1793 | 519      |
| 1851 | 469      |
| 1876 | 490      |
| 1901 | 542      |
| 1936 | 523      |

| Év   | Lakosság |
| ---- | -------- |
| 1946 | 487      |
| 1954 | 469      |
| 1962 | 435      |
| 1968 | 347      |

| Év   | Lakosság |
| ---- | -------- |
| 1975 | 311      |
| 1982 | 336      |
| 1990 | 340      |
| 1999 | 324      |
| 2010 | 368      |

## Nevezetességei
- Notre-Dame templom – román stílusban épült a 12. században, homlokzatán áll Szűz Mária 17. századi szobra. Harangtornyában három harang található egymás mellett.
- A Brion-kastélyt Jean d´Apcher építtette 1573-ban a Bédoule völgyében. Később a du Brion-család tulajdonába került, ma is magántulajdonban van. A háromtornyú kastélyhoz park is tartozik.
- Montaleyrac várának romjai – a Bédoule völgye fölé emelkedő 1263 m magas csúcson álló várrom épen maradt része a 3 m magas, kör alakú torony.

## Kapcsolódó szócikk
- Lozère megye községei